# Tamsyn Leevey
Tamsyn Leevey, née le 24 janvier 1978 à Taumarunui, est une joueuse professionnelle de squash représentant la Nouvelle-Zélande. Elle atteint en mai 2005 la  24e place mondiale sur le circuit international, son meilleur classement. Elle est championne de Nouvelle-Zélande en 2004.

## Palmarès

### Titres
- Championnats de Nouvelle-Zélande : 2004